# アークティック (高速戦闘支援艦)
| USNS Arctic (T-AOE-8) |                                                            |
| 艦歴                  |                                                            |
| 発注                  | 1989年12月6日                                              |
| 起工                  | 1991年12月2日                                              |
| 進水                  | 1993年10月30日                                             |
| 就役                  | 1995年9月11日                                              |
| 退役                  | 2002年6月14日                                              |
| その後                | 転籍し運用中                                               |
| 性能諸元              |                                                            |
| 排水量                | 48,800トン                                                 |
| 全長                  | 230 m (754.6 ft)                                           |
| 全幅                  | 32.6 m (107 ft)                                            |
| 吃水                  | 11.9 m (39 ft)                                             |
| 機関:                 | ゼネラル・エレクトリック LM 2500 ガスタービン, 105,000 shp |
| 最大速                | 26ノット (48km/h)                                          |
| 航続距離              |                                                            |
| 乗員                  | 軍人59名、民間人176名                                      |
| 航空機                | CH-46またはMM-60、SH-60 2機                                |

アークティック(USNS Arctic, AOE-8)は、アメリカ海軍サプライ級高速戦闘支援艦の3番艦。カリフォルニア州サンディエゴのナショナル・スチール・アンド・シップ・ビルディング社で建造された。

## 艦歴
1989年12月6日発注。1991年12月2日起工。1993年10月30日進水。1995年9月11日竣工。
2002年6月14日、海上輸送司令部(Military Sealift Command)に移管された。移管後の母港はニュージャージー州アール。
現在は武装していないが、海軍籍にあったときはファランクスCIWSを装備していた。